# Grönvit fältmätare
Grönvit fältmätare Colostygia aptata är en fjärilsart som beskrevs av Jacob Hübner 1808. Grönvit fältmätare ingår i släktet Colostygia och familjen mätare, Geometridae. Enligt den svenska rödlistan är arten sårbar, (VU)  i Sverige. Grönvit fältmätare förekommer sällsynt från Bohuslän till Ångermanland. Inga underarter finns listade i Catalogue of Life.

## Bildgalleri

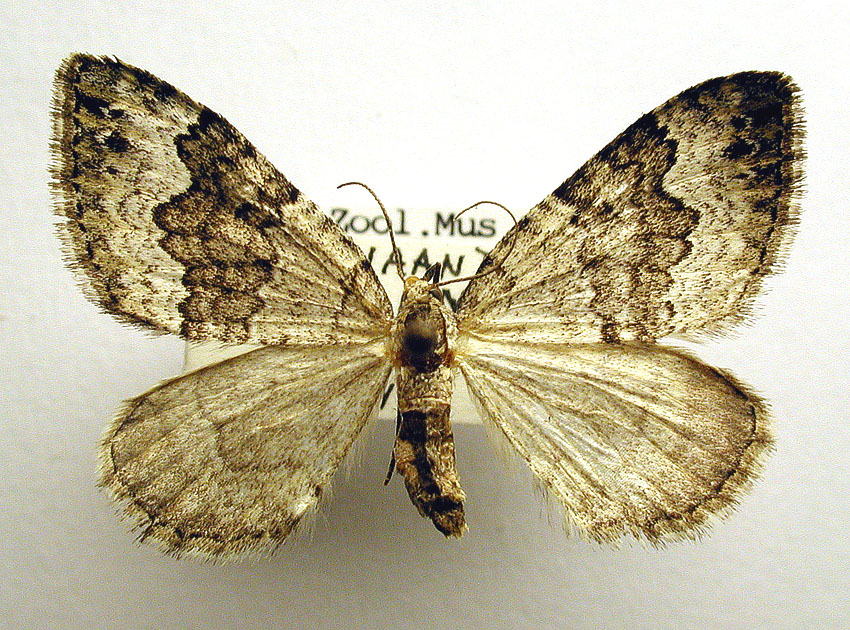